# إدوارد ميلر (قسيس)
إدوارد ميلر هو قسيس سريلانكي، ولد في 1848، وتوفي في 15 مارس 1951.